# Franco Malerba
Franco Malerba (ur. 10 października 1946 w Busalli) – włoski fizyk i astronauta, uczestnik misji STS-46, poseł do Parlamentu Europejskiego IV kadencji.

## Życiorys
Absolwent inżynierii elektrycznej i telekomunikacji na Uniwersytecie Genueńskim. Pracował naukowo we włoskiej krajowej radzie badań naukowych w Camogli i w amerykańskim National Institutes of Health w Bethesdzie. Na macierzystej uczelni uzyskał doktorat z zakresu biofizyki. Był oficerem rezerwy we włoskiej marynarce wojennej. W 1978 został wybrany przez Europejską Agencję Kosmiczną do programu Spacelab. Dołączył do zespołu ESA jako członek departamentu nauk kosmicznych w ramach ESTEC w Noordwijku. W 1989 został wytypowany do lotu w jednej z misji.
W 1992 odbył lot w ramach misji STS-46 trwający 7 dni 23 godziny i 15 minut, pełniąc w jego ramach funkcję specjalisty ładunku.
W latach 1994–1999 z ramienia partii Forza Italia sprawował mandat eurodeputowanego IV kadencji. Był również samorządowcem w Genui. Zajął się działalnością naukową i popularyzatorską, a także publicystyczną, współpracując z prasą codzienną.
Jego nazwiskiem nazwano odkrytą w 1996 planetoidę (9897) Malerba.
Association of Space Explorers przyznało mu Universal Astronaut Insignia za lot orbitalny (nr 278).